# Kazım Ayvaz
Kazım Ayvaz (Rize, Turquía, 10 de marzo de 1938-Suecia, 19 de enero de 2020) fue un deportista turco especialista en lucha grecorromana donde llegó a ser campeón olímpico en Tokio 1964.
Falleció en Suecia a los ochenta y tres años la noche del 19 de enero de 2020, según informó a través de un comunicado la Federación Turca de Lucha.

## Carrera deportiva
Ganó dos títulos mundiales, en 1958 en Hungría y en 1962 en Estados Unidos. En los Juegos Olímpicos de 1964 celebrados en Tokio ganó la medalla de oro en lucha grecorromana estilo peso ligero, por delante del luchador rumano Valeriu Bularca (plata) y el soviético David Gvantseladze (bronce).